# بويرتا دي توليدو (محطة مترو أنفاق مدريد)
بويرتا دي توليدو (بالإسبانية: Puerta de Toledo)‏ هي محطة مترو أنفاق في مدريد في إسبانيا، تقع على الخط رقم 5.